# Велика Преска
Велика Преска (на словенски: Velika Preska) е село в Словения, Средна Словения, община Лития. Според Националната статистическа служба на Република Словения през 2015 г. селото има 49 жители.